# 굴누르 사틸가노바
굴누르 사틸가노바(키르기스어: Гүлнур Сатылганова, 1968년 11월 1일 ~ )는 키르기스스탄의 연극 배우, 가수이다. 2008년 키르기스스탄 정부로부터 키르기스 공화국 인민예술가 칭호를 받았다.